# 超級惡棍秘密協會
超級惡棍秘密協會（英語：Secret Society of Super Villains），縮寫為SSoSV，簡稱Secret Society或the Society，是美國DC漫畫出版的漫畫書中出現的一班超級反派，該組織由美國正義聯盟的敵人們組成。

## 出版歷史
由於重新創作編寫造成延遲, 康維指定大衛·安東尼·克拉夫特編寫《Secret Society of Super Villains》三期故事。但之後兩人忽然離開DC漫畫，導致內部嚴重爭論問題。
傑克·C·哈里斯接下來之後編輯，康維回歸issue #8, 但插畫家部分一直更換包括里奇·巴克勒、 邁克·沃斯堡及迪克·艾爾斯都接過短暫工作。哈里斯覺得這個系列的平庸銷售可能部分是他的錯，像是里奇·巴克勒的插畫與我的創作無法同步表現出我的想法
“超級惡棍秘密協會”第15期作為《DC內爆》的一部分被取消。第16期在取消時已經出現在打印機上並且本來是最後一期，但作家鮑伯·羅扎克斯呼籲DC解決這個問題，因為這是一個由三部分組成的故事，他不想讓讀者無法理解。第17期當時接近完成，它及第16期都會在私人印刷的《Canceled Comics Cavalcade》＃2出版。 問題＃18結束了這個由三部分組成的故事，編寫了劇本但從未畫過。
本系列以及未發表的＃16＆＃17收集在一個兩卷精裝版中，分別於2011年和2012年發布。

## 其他媒體
- 《少年正義聯盟》：以汪達爾·薩維奇等邪惡勢力領袖所組成的光明會（The Light）為主要反派。

## 資料來源
1. 1 2 3 4 5  Greenberger, Robert. . Back Issue! (TwoMorrows Publishing). August 2009, (#35): 25–31.